# Batrisodes pannosus
Batrisodes pannosus är en skalbaggsart som beskrevs av Park 1960. Batrisodes pannosus ingår i släktet Batrisodes och familjen kortvingar. Inga underarter finns listade i Catalogue of Life.